# Prince Ricardo Dossou
Prince Ricardo Dossou (Cotonou, 20 luglio 2006) è un calciatore beninese, centrocampista dell'ASVO e della nazionale beninese.

## Caratteristiche tecniche
È un centrocampista offensivo.

## Carriera

### Club
Moumini ha iniziato la sua carriera calcistica in Benin con l'ASVO. Fra il 2023 ed il 2024 ha effettuato dei periodi di prova con Olympique Marsiglia, Lilla, Bordeaux ed Amiens.

### Nazionale
Ha debuttato con la nazionale beninese il 9 settembre 2023 nell'incontro di qualificazione per la Coppa d'Africa 2023 perso 3-2 contro il Mozambico.

## Statistiche

### Cronologia presenze e reti in nazionale
| Cronologia completa delle presenze e delle reti in nazionale ― Benin | Cronologia completa delle presenze e delle reti in nazionale ― Benin | Cronologia completa delle presenze e delle reti in nazionale ― Benin | Cronologia completa delle presenze e delle reti in nazionale ― Benin | Cronologia completa delle presenze e delle reti in nazionale ― Benin | Cronologia completa delle presenze e delle reti in nazionale ― Benin | Cronologia completa delle presenze e delle reti in nazionale ― Benin | Cronologia completa delle presenze e delle reti in nazionale ― Benin |
| Data                                                                 | Città                                                                | In casa                                                              | Risultato                                                            | Ospiti                                                               | Competizione                                                         | Reti                                                                 | Note                                                                 |
| -------------------------------------------------------------------- | -------------------------------------------------------------------- | -------------------------------------------------------------------- | -------------------------------------------------------------------- | -------------------------------------------------------------------- | -------------------------------------------------------------------- | -------------------------------------------------------------------- | -------------------------------------------------------------------- |
| 9-9-2023                                                             | Maputo                                                               | Mozambico                                                            | 3 – 2                                                                | Benin                                                                | Qual. Coppa d'Africa 2023                                            | -                                                                    | 75’                                                                  |
| 14-10-2023                                                           | Khouribga                                                            | Benin                                                                | 1 – 1                                                                | Sierra Leone                                                         | Amichevole                                                           | -                                                                    | 78’                                                                  |
| 17-10-2023                                                           | Casablanca                                                           | Benin                                                                | 1 – 2                                                                | Madagascar                                                           | Amichevole                                                           | -                                                                    | Ingresso                                                             |
| 23-3-2024                                                            | Amiens                                                               | Costa d'Avorio                                                       | 2 – 2                                                                | Benin                                                                | Amichevole                                                           | -                                                                    | 73’                                                                  |
| 26-3-2024                                                            | Amiens                                                               | Senegal                                                              | 1 – 0                                                                | Benin                                                                | Amichevole                                                           | -                                                                    | 65’                                                                  |
| Totale                                                               |                                                                      | Presenze                                                             | 5                                                                    |                                                                      | Reti                                                                 | 0                                                                    |                                                                      |